# Internationales Zentrum für Ethik in den Wissenschaften
Das Internationale Zentrum für Ethik in den Wissenschaften (IZEW) ist ein interdisziplinäres Forschungszentrum für ethische Fragen, die sich mit Bezug auf die Wissenschaften und ihre Bedeutung in der Gesellschaft ergeben. An der Universität Tübingen ist das IZEW eine zentrale fakultätsübergreifende wissenschaftliche Einrichtung. Am IZEW wird das Programm einer „Ethik in den Wissenschaften“ verfolgt, das die Frage der Verantwortung bereits in den Wissenschaften selbst thematisiert. Das Ethikzentrum beheimatet wissenschaftliche Spezialbibliothek zur Wissenschaftsethik in Europa.

## Forschungsprogramm
Die am IZEW entwickelte Herangehensweise zielt auf eine Verbesserung der Praxis von Forschung, Lehre und öffentlicher Kommunikation und erweitert den Dialog zwischen Natur-, Geistes- und Sozialwissenschaften mit Blick auf ethische Fragen. Ethik wird dabei als Aufgabe auch der beteiligten Wissenschaftler verstanden. Sie geben ethische Fragen und Probleme, die in und aus ihrer wissenschaftlichen Arbeit erwachsen, nicht an philosophische oder theologische Ethikexperten ab, sondern identifizieren, analysieren und beurteilen sie gemeinsam im Dialog. Weitere Schwerpunkte sind der Transfer zwischen ethischer Forschung und dem Bildungsbereich sowie die Koordination von Forschungsnetzwerken.

## Geschichte
Das IZEW wurde 1990 gegründet und war das erste Ethikzentrum in Deutschland, das sich mit der ganzen Spannbreite anwendungsorientierter Ethik befasst. Ausgehend von dem 1985 an der Tübinger Universität eingerichteten Gesprächskreis "Ethik in den Naturwissenschaften", der sich dem interdisziplinären Austausch zu wissenschaftsethischen Fragen widmete, wurde 1986 die Forschungsstelle "Ethik in den Naturwissenschaften" gegründet. Zeitgleich hatten studentische Initiativen insbesondere in Medizin und Biologie eingefordert, die Fragen von gesellschaftlicher Verantwortung und Technikfolgenabschätzung in ihren Disziplinen in Forschung und Lehre zu institutionalisieren.
Die Gründung des IZEW erfolgte auf Basis einer Empfehlung des Landtages von Baden-Württemberg, der 1987 außerdem die Einrichtung zweier zunächst zeitlich befristeter Professuren beschloss: die Professur für Ethik in den Biowissenschaften an der Fakultät für Biologie und die Professur für Ethik in der Medizin an der Medizinischen Fakultät. 1991 übernahm Julian Nida-Rümelin die Professur für Ethik in den Biowissenschaften. Nach der Umwandlung in eine dauerhafte Professur im Jahre 1996 wurde Eve-Marie Engels auf diesen Lehrstuhl berufen. Nachdem die Professur für Medizinethik zunächst von unterschiedlichen Personen vertretungsweise besetzt war, wurde Urban Wiesing 1998 Lehrstuhlinhaber für Ethik in der Medizin.
Gründungsdirektor und erster Sprecher des IZEW (1990–2001) war der Tübinger Moraltheologe Dietmar Mieth. Maßgeblich zur Gründung trugen auch die Biologin Vera Hemleben, erste Sprecherin des Wissenschaftlichen Rates, und der Moralphilosoph Reiner Wimmer, Sprecher des ersten am IZEW ansässigen Graduiertenkollegs, bei. Ebenfalls an der Gründung und dem Aufbau des Zentrums beteiligt waren Klaus Steigleder und Marcus Düwell.
Am IZEW waren zwei Graduiertenkollegs angesiedelt, die jeweils von der Deutschen Forschungsgemeinschaft (DFG) gefördert wurden: von 1991 bis 2000 das Kolleg "Ethik in den Wissenschaften", von 2004 bis 2013 das Graduiertenkolleg „Bioethik – Zu Selbstgestaltung des Menschen durch Biotechniken“.
Das IZEW wird von allen Fakultäten der Universität Tübingen getragen, die jeweils einen Vertreter in den Wissenschaftlichen Rat entsenden. Analog zu den o. g. Lehrstühlen in der Medizin und in der Biologie besteht seit 2018 an der Wirtschafts- und Sozialwissenschaftlichen Fakultät ein „Lehrstuhl für Globalisierungsethik“, dessen Inhaber Claus Dierksmeier über den Wissenschaftlichen Rat eng mit dem IZEW verbunden ist. 2010 wurde ein Internationaler Beirat berufen, dessen Mitglieder Professoren an europäischen und US-amerikanischen Universitäten und Akteure aus der Praxis sind.

## Sprecher des IZEW
- 1990–2001: Dietmar Mieth
- 2001–2011: Eve-Marie Engels
- 2011–2014: Urban Wiesing
- Seit 2014: Regina Ammicht Quinn und Thomas Potthast[11]